# Christian Ludwig Boxberg
Christian Ludwig Boxberg (* 24. April 1670 in Sondershausen; † 1. Dezember 1729 in Görlitz) war ein deutscher Komponist, Librettist, Sänger und Organist.

## Leben
Boxberg besuchte die Thomasschule, wo er seine Reifeprüfung 1686 ablegte. Seine musikalische Ausbildung erhielt er von Thomaskantor Johann Schelle und  Nicolaus Adam Strungk, dem Leiter der Leipziger und Dresdner Oper, den er selbst im Vorwort zu Amyntas und Phyllis seinen Lehrer nennt. 1692 wurde er Organist in Großenhain, dieses Amt übte er bis 1702 aus. Gleichzeitig wirkte er als Sänger, Librettist, Opernkomponist und Opernleiter an verschiedenen Orten. In der Leipziger Oper sang er 1693 in der Oper Alceste von Strungk. Am Hof in Wolfenbüttel war von 1694 bis 1697 Kapellmeister. Es folgten Anstellungen als Kapellmeister, 1697 bis 1698 am Hof in Ansbach und 1700 am Kasseler Hof. So wurden zwischen 1694 und 1700 mehrere Opern von ihm in der Leipziger Oper am Brühl, Wolfenbüttel, Kassel und Ansbach aufgeführt. In seinen Bühnenwerken versuchte er in der Nachfolge von Nicolaus Adam Strungk die Schaffung einer deutschen Nationaloper in seiner Heimat, seine Werke zeigen aber deutlich italienische und insbesondere venezianische Einflüsse, was wohl auf Strungks Erfahrungen in Italien zurückzuführen ist. So waren 1698 Die verschwiegene Treue und Sardanapalus die ersten deutschsprachigen Opern neben einem ansonsten rein italienischsprachigen Repertoire, die in Ansbach aufgeführt wurden. Seine einzige erhaltene Oper ist der 1698 für den Ansbacher Hof als Gastspiel der Leipziger Oper geschriebene Sardanapalus, der dadurch in der dortigen Bibliothek erhalten blieb.
1702 wechselte er an die Kirche St. Peter und Paul in Görlitz. Von diesem Zeitpunkt an wandte er sich von der Oper ab und der Kirchenmusik zu. Er schrieb in der Folge vor allem Kantaten. 1704 veröffentlichte er zur Einweihung der Orgel die Beschreibung der dortigen Sonnenorgel von Eugenio Casparini.

## Werke (Auswahl)

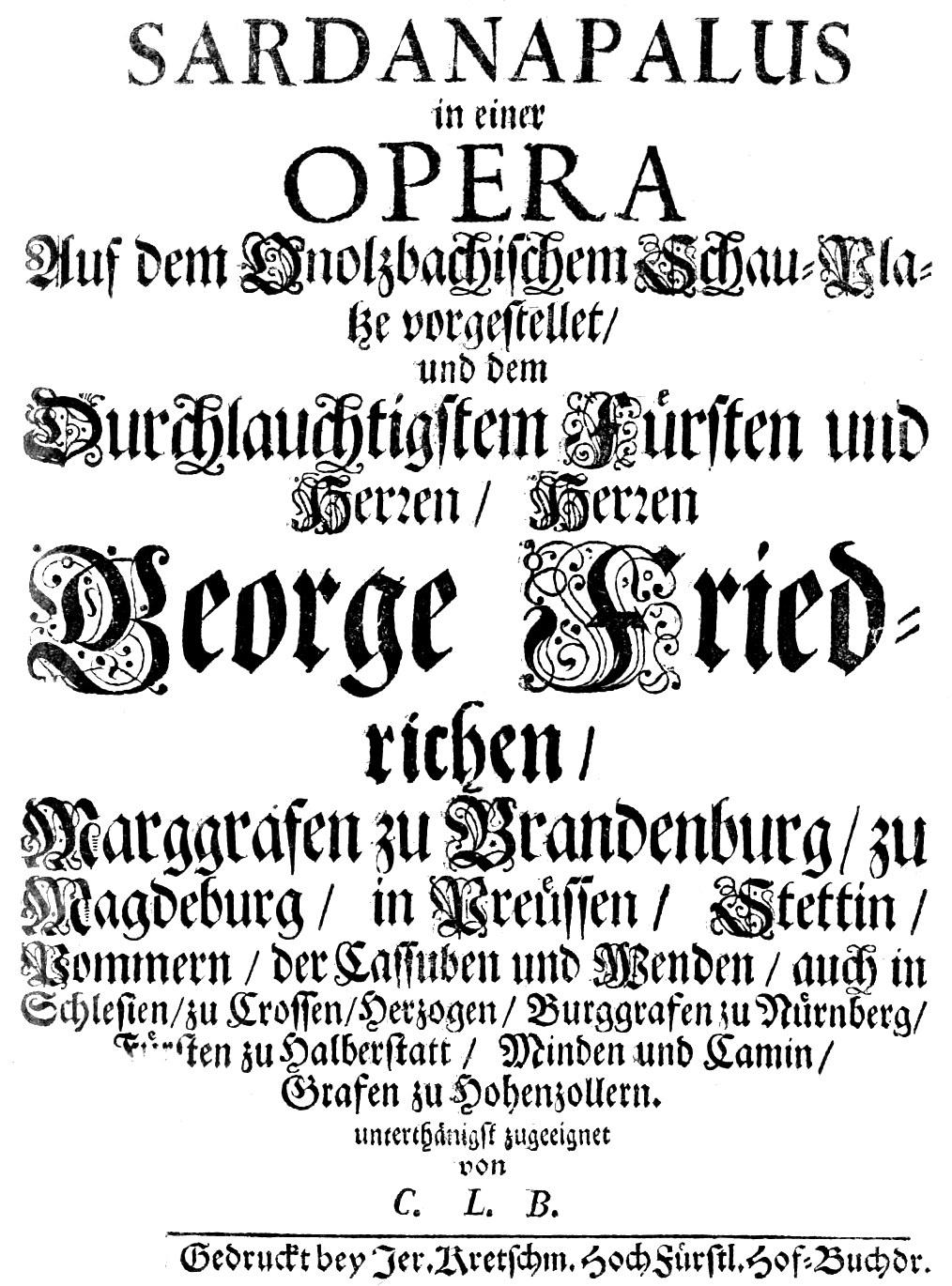
Christian Ludwig Boxberg - Sardanapalus, Titelblatt des Libretto, Ansbach 1698

### Opern
- Orion, Ansbach, 1697 (verschollen)
- Die verschwiegene Treue, Ansbach, 1698 (verschollen)
- Sardanapalus, Ansbach, 1698[Digitalisat 1]
  - Die szenische Erstaufführung in neuerer Zeit fand 2012 im Ekhof-Theater in Gotha in einer Inszenierung von Milo Pablo Momm unter der Musikalischen Leitung von Bernhard Epstein statt.

### Libretti
Er schrieb für diverse Opern Nicolaus Adam Strungks Textbücher, deren Musik nicht erhalten ist.
- Phocas, während der Leipziger Ostermesse aufgeführt, 1696[Digitalisat 2]
- Ixion, 1697
- Scipio und Hannibal, während der Leipziger Michaelismesse aufgeführt, 1698 OCLC 257769701
- Agrippina, Leipzig, 1699[Digitalisat 3]
- Amyntas und Phyllis, aufgeführt zur Neujahrsmesse, 1700 Die Musik wurde nach Strungks Tode von Boxberg fertiggestellt.[Digitalisat 4]
- Athanagilda, 1701 OCLC 257774818 und 1707[Digitalisat 5]

### Kantaten
- Ach schlagt, ihr Liebesflammen, moderne Ausgabe 1976 von Herbert Gadsch bei der Evangelischen Verlagsanstalt Berlin in Vier Solokantaten für mittlere Singstimme, zwei Instrumente und Basso continuo herausgegeben OCLC 836961651
- Bestelle Dein Haus, moderne Ausgabe 1978 von Herbert Gadsch beim Hänssler Verlag herausgegeben, Besetzung: Sopran, Alt, Tenor, Bass, 2 Altblockflöten, Oboe, Fagott und Orgel OCLC 1075021443
- Der Engel des Herrn, Festo Michaelis, moderne Ausgabe  2007 von Detlef Hagge beim Cornetto Verlag in Stuttgart herausgegeben, Besetzung: Zwei Instrumente (Zink, Violine oder Blockflöte), Sopran oder Tenor, Bassinstrument (Viola da Gamba oder Dulzian) und Basso Continuo. Generalbassaussezung: Detlef Hagge OCLC 174168861
- Die Elenden sehen’s und freuen sich, moderne Ausgabe 1976 von Herbert Gadsch bei der Evangelischen Verlagsanstalt Berlin in Vier Solokantaten für mittlere Singstimme, zwei Instrumente und Basso continuo herausgegeben OCLC 836961651
- Herr, tue meine Lippen auf, moderne Ausgabe 1978 von Herbert Gadsch beim Hänssler Verlag herausgegeben, Besetzung: Sopran, zwei Violinen, Fagott (Violoncello, Kontrabass) und Orgel (Cembalo) OCLC 6102974
- Machet die Tore weit, Kantate zum 1. Advent, moderne Ausgabe 1958 von Diethard Hellmann beim Hänssler Verlag herausgegeben, Text: Erster Vers - Psalm 24, 7; zweiter Vers von Paul Gerhardt, Besetzung:Sopransolo oder einstimmiger Chor, zwei Altblockflöten in f1 und zwei Violinen oder vier Blockflöten und Generalbass OCLC 724537516, OCLC 887809959, Carus-Verlag, Stuttgart, 1994 OCLC 725370812
- Unsere ganze Lebenszeit, moderne Ausgabe 1976 von Herbert Gadsch bei der Evangelischen Verlagsanstalt Berlin in Vier Solokantaten für mittlere Singstimme, zwei Instrumente und Basso continuo herausgegeben OCLC 836961651
- Viele so unter der Erde schlafen, moderne Ausgabe 1976 von Herbert Gadsch bei der Evangelischen Verlagsanstalt Berlin in Vier Solokantaten für mittlere Singstimme, zwei Instrumente und Basso continuo herausgegeben OCLC 836961651

### Sonstige
- Es ist das Heil uns kommen her, zum 23. Sonntag nach Trinitatis[Digitalisat 6] OCLC 891813238
- Fürchtet Gott und ehret den König, Aria à 4 zum 23. Sonntag nach Trinitatis, moderne Ausgabe bei Spaeth/Schmid, Nagold, 2006 Besetzung: Sopran, Trompete, Oboe, Fagott und Basso Continuo. Generalbassaussezung: Eberhard Klotz OCLC 237246436
- Gott hat Jesum erhöhet, Aria à 4 zum Neujahrstag, moderne Ausgabe bei Spaeth/Schmid, Nagold, 2005 Besetzung: Sopran, zwei Trompeten und Basso Continuo. Generalbassaussetzung: Eberhard Klotz OCLC 724746037
- Ich bin die Tür zu den Schafen
- Gedicht z. Einzug Friedrich I., Landgrafen zu Hesson m. Prinzessin Luise Dorothea Sophie, 1670[Digitalisat 7]

### Schrift
- Ausfürliche Beschreibung der grossen neuen Orgel in der Kirchen zu St. Peter und Pauli allhie zu Görlitz, bei Johann Gottlob Laurentz, 1704 OCLC 797349053

## Digitalisate
1. ↑  Sardanapalus als Digitalisat im Münchener Digitalisierungszentrum der Bayerischen Staatsbibliothek
2. ↑  Phocas als Digitalisat der SLUB Dresden
3. ↑  Agrippina als Digitalisat der Wolfenbütteler Digitale Bibliothek der Herzog August Bibliothek
4. ↑  Amyntas und Phyllis als Digitalisat der SLUB Dresden
5. ↑  Athanagilda als Digitalisat in der The Lester S. Levy Sheet Music Collection
6. ↑  Es ist das Heil und kommen her als Digitalisat bei Sachsen digital der SLUB Dresden
7. ↑  Gedicht z. Einzug Friedrich I., Landgrafen zu Hesson m. Prinzessin Luise Dorothea Sophie als Digitalisat der Universitäts- und Landesbibliothek Darmstadt der Technischen Universität Darmstadt